# Бехтин, Николай Васильевич
Николай Васильевич Бехтин (31 декабря 1896 — 6 декабря 1983) — советский инженер-строитель. Президент Академии строительства и архитектуры СССР (1956—1961). Возглавлял Всесоюзный НИИ оснований и фундаментов, работал на руководящих должностях в Министерстве строительства СССР. Заслуженный строитель РСФСР.

## Биография
Николай Бехтин родился 31 декабря 1896 года в городе Михайлове Рязанской области в семье писаря и ткачихи. Рано потерял родителей (в возрасте 4 лет умерла мать, в возрасте 10 лет — отец). В связи с тяжёлым материальным положением в 10 лет пошёл работать мальчиком в мануфактурный магазин города Скопине Рязанской области. В 1910 году переехал в Тулу, где до 1915 года работал приказчиком в ряде магазинов.
В 1915—1918 годах служил в армии рядовым в первой запасной автороте в Петрограде. В 1918—1919 годах работал автоинспектором в Петроградском окружном военно-инженерном управлении. В 1918 году вступил в ВКП(б). В 1919 году был мобилизован на топливный фронт, до 1921 года работал комиссаром Петроснаба. В 1921 году был отозван в Москву, где до 1926 года работал в ВЧК, занимая должности от уполномоченного до начальника отделения. В 1922-1923-годах без отрыва от производства учился на Высших юридических курсах, получил специальность юрист. В 1926 году был направлен в правление Госбанка, где проработал до 1930 года в должности управляющего делами и начальника строительства.
В 1930 году был направлен слушателем Всесоюзной промакадемии им. Сталина на строительный факультет. Окончил академию в 1934 году, получив специальность инженер, и был направлен директором Всесоюзного научно-исследовательского института оснований и фундаментов ВНИОС. Проводил научную работу в области гидротехнического строительства и фундаментов. После того как в 1936 году ВНИОС был реорганизован в трест Фундаментстрой, работал там в должности управляющего трестом до 1937 года. С 1937 по 1939 год работал управляющим трестом Союзэкскавация.
В 1939 году был мобилизован на польский фронт. После возвращения с фронта работал управляющим треста Глубинных работ (бывший Фундаментстрой). В начале 1941 года был направлен в аппарат Наркомата по строительству на должность заместителя начальника Главспецгидростроя, в том же году занял должность начальника Главспецгидростроя, а затем — заместителя народного комиссара по строительству. Проработал на этой должности до 1946 года.
За годы Великой Отечественной войны участвовал в строительстве ряда важных оборонных и промышленных объектов. В 1944—1946 годах одновременно с должностью заместителя наркома был начальником «Севастопольстроя». В послевоенное время работал на стройках Донбасса и ряда городов СССР.
В 1946—1949 годах был заместителем министра строительства военных и военно-морских предприятий. В 1949—1953 годах стал заместителем министра строительства предприятий машиностроения, а следующие три года работал заместителем министра строительства. В 1956 году избран действительным членом Академии строительства и архитектуры СССР и президентом Академии.
Написал ряд работ, посвящённых вопросам гидротехнического строительства и фундаментов.
Заслуженный строитель РСФСР. Награждён орденами Ленина, Красного Знамени и другими.
Скончался 6 декабря 1983 года, похоронен в Москве на Новодевичьем кладбище (колумбарий, 148 секция).